# Clyde Tomb von Drannandow
 Das Clyde Tomb von Drannandow (englisch Drannandow Chambered Cairn) liegt nördlich von Cumloden House auf dem Drannandow Moor, nördlich von Minnigaff in Dumfries and Galloway in Schottland.
Der stark gestörte Cairn von 23,0 × 15,0 m und 0,6 bis 0,9 m Höhe, ist der Rest eines West-Ost orientierten Clyde Tombs.  Die fünf Kammern, eine am Ostende und zwei an den Seiten, sind gut abgegrenzt und messen jeweils 2,2 m mal 1,0 m. Der Cairn hat undeutliche Ränder und ist mit Gras und Adlerfarn bewachsen. Die Ausgrabung bestätigte die Existenz von fünf Kammern, erbrachte jedoch keinen Hinweis auf Randsteine. Die Kammern sind teilweise sichtbar, obwohl sie Steine und Müll enthalten. Sie waren vor der Ausgrabung geleert worden und es gab keine Funde.
Etwa 180 m entfernt liegt Rorie Gill’s Cairn und das Steinpaar The Thieves.